# レッドクリフ (企業)

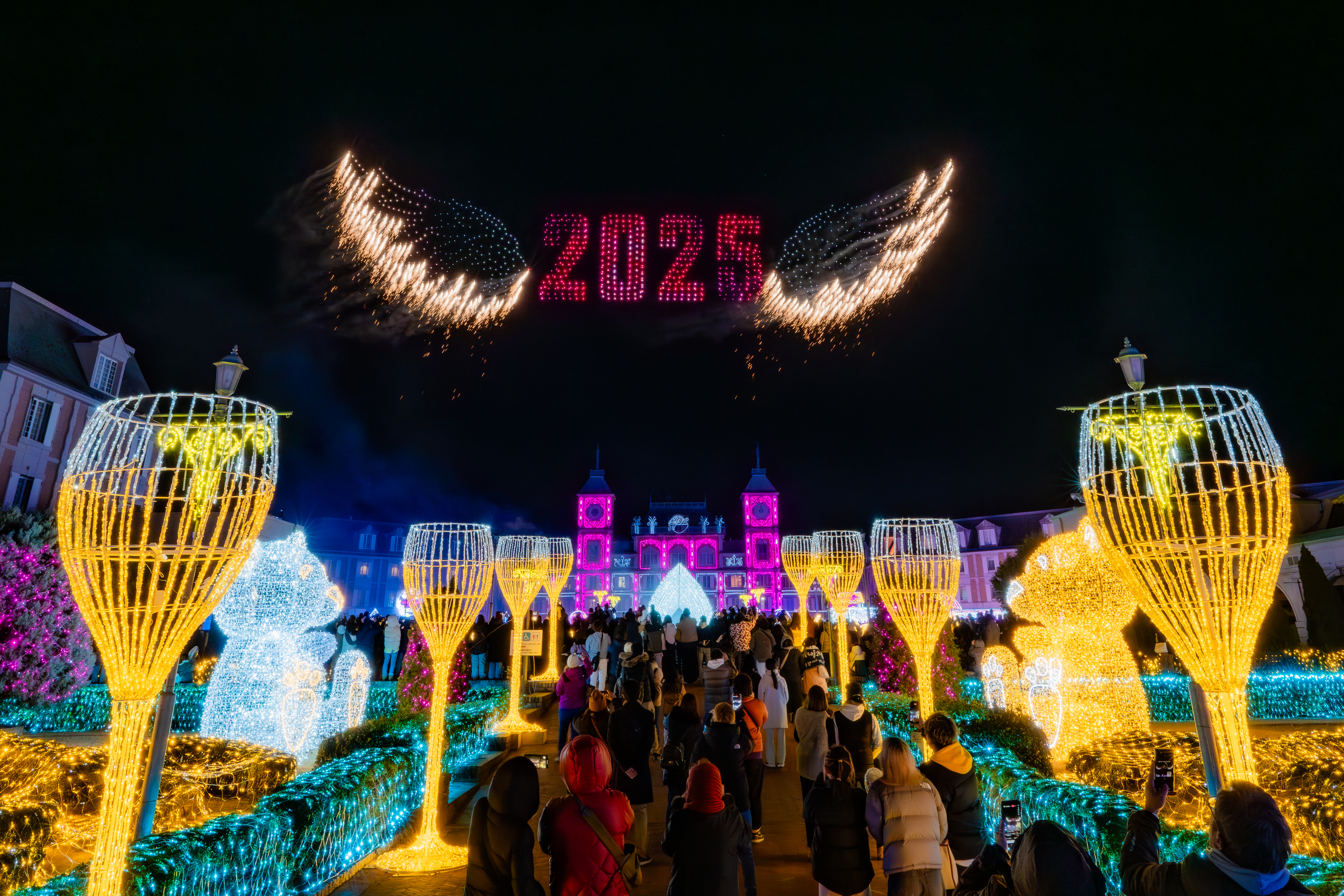
レッドクリフによる2025機のドローンショーの様子

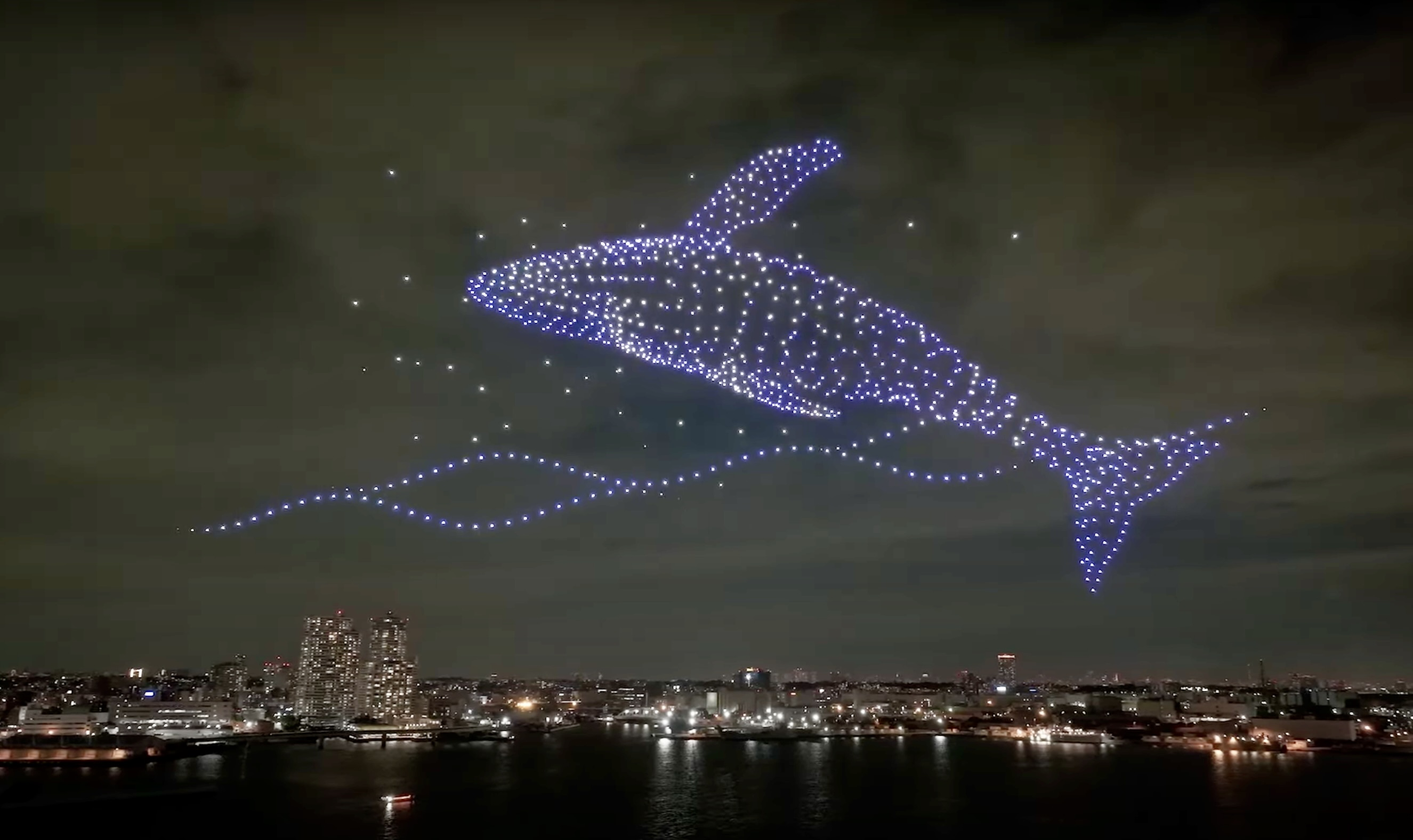
レッドクリフによる1000機のドローンショーの様子

株式会社レッドクリフは、東京都港区に本拠を置くドローンショーを企画・運営する日本の企業。

## 概要
最大2000機以上の国内最大級ドローンショーを提供し、テレビ番組制作にも協力。企業理念は「夜空に、驚きと感動を。」。
同様のサービスを提供する企業としては、中国深圳市のハイグレード社、DAMODA社、シンガポールのSKYMAGIC社などがあるが、日本では少なく、同社は日本各地でドローンショーを企画・運営し、『ポケモン GO』 スペシャルドローンショー（2022年7月〜10月）やSTAR ISLAND 2024（2024年5・6月）、DRIFT Twins （TOYOTA GR×McDonald'sのコラボレーション映像作品（2024年4月）などのドローンショーで注目を集めた。同社代表取締役の佐々木孔明は、ドローンパイロットとして多くのテレビ番組の制作に携わり、東京オリンピックでの撮影にも参画。
最初に手掛けたドローンショーは、2021年12月の北海道上士幌町で実施された「クリスマスドローンショー2021 in 上士幌」であり、当時国内企業として最大の300機のドローンショーであった。2023年11月に横浜赤レンガ倉庫で行われた「コカ・コーラ クリスマスドローンショー『空飛ぶクリスマストラック』」では、クリスマス（12/25）にちなみ、1225機のドローンによる約20分の飛行を行い、国内企業として最大のドローンショーとなった。
同社のドローンショーの特徴は、ドローンショーを広告媒体として捉えて展開している点である。主催者から費用を回収せずに、ドローンショーにスポンサー枠を設けて企業ロゴやマスコットを表示する仕組みを導入。企業や団体など主催者側は認知度拡大やブランドイメージ向上などを目的に出稿するという、新しい広告モデルを採用。
「5,184台の同時飛行数」などで世界で4つのドローンショーのギネス記録を持ち、中国・深圳市に拠点を置く世界最大のドローンショー事業者「高巨創新」（HIGH GREAT）と事業提携を結んでいる。2024年8月20日には、茨城県取手市で日本最大規模となる3,000機のドローンを使ったショーの実証実験を行ったほか、9月4日には中国・深圳市にて、高巨創新（High Great Innovation Technology Development）とともに、ドローンショーで描く「ディスプレイの大きさ」でギネス世界記録を達成した。
2025年4月13日開幕の2025年日本国際博覧会（大阪・関西万博）において、協会企画催事のプラチナパートナーとして参画。同日、2,500機による特別演出の大規模ドローンショーを実施し、ギネス世界記録「ドローンによる最大の木の空中ディスプレイ」を更新。
クールジャパン民間連携プラットフォームの構成員（2025年6月5日現在）。

## 使用機材
同社の使用するドローンであるEMO-JPは、プロペラガードが装着され安全性を担保した上でスペックとしては20分近いショータイムを実現。離陸時に飛行できない機体を予備の機体が補充する機能などを持つ。また、ドローンショーは通常決まった位置に決められた番号の機体を並べる必要があるが、EMO-JPは機体を無作為に並べた最後にオートナンバリング機能を使うと自動で機体に番号が割り当てることができるなど、作業の効率化や並び間違いのミスが減らせるようになっている。 
また、ショー用のドローンにはリアルタイムキネマティックというより精度の高い位置情報を得られるシステムが使われているほか、夜空にドローンの発光ダイオードを使って空中QRコードを出すなどの演出も行う。

## 室内ドローンショー
2025年5月には国内最大規模となる100機による「屋内」ドローンショーのデモンストレーションを実施。関係企業から約70人が来場し、注目を集めた。屋内では天井や壁に囲まれた限られた空間でのショーには自由な演出には制約がある。さらに、位置把握のために必要なGNSSの電波が届きにくいため緻密な位置制御が求められるが、同社が発売する「FYLo EDU-JP」は広帯域の周波数を使用することで精度の高い位置検知や測距を実現するUWB（Ultra Wide Band／超広帯域無線通信規格）や、反射光の取得時間をもとに自機位置を測定するToF（Time of Flight）測位に対応でき屋内でも正確な位置での飛行を可能とした。　日本国内には他社製屋内ドローンショー用の機体があるが、それらは同時飛行が最大数十機程度であったが、FYLo EDU-JPは200機以上の同時飛行を可能とした。

## 沿革
- 2019年

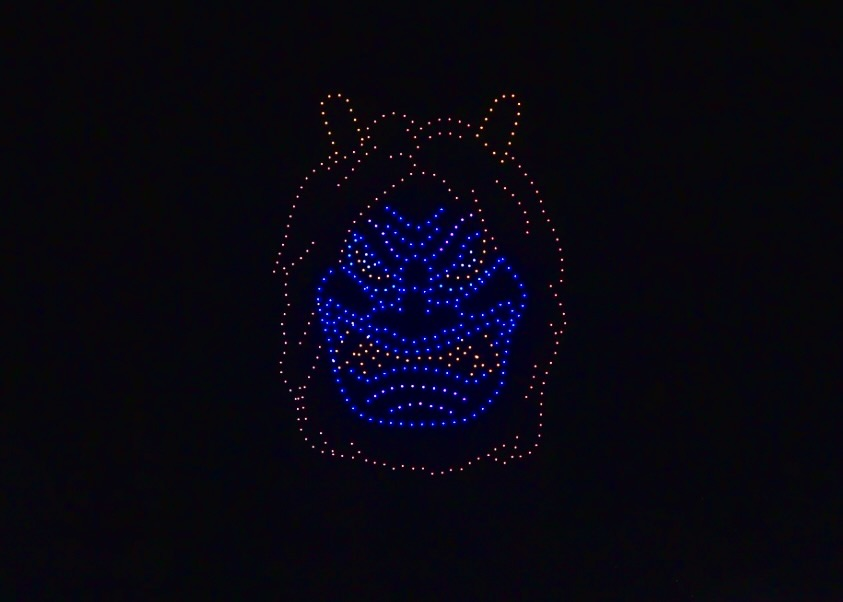
500機によるドローンショー

  - 5月15日、大学生時代に世界一周を2回経験し、旅をきっかけにドローンに出会い、DJIの日本1号店のオープニングスタッフの経験もある佐々木孔明により設立[21][7][11]。
  - 9月30日、秋田市スタートアップセミナーを開催[7]。
- 2022年
  - 2月25日、神奈川県川崎市川崎競馬場にて、株式会社テレシー主催の「テレシードローンショーin川崎競馬場」を開催[22]。
  - 5月、運用型テレビCMプラットフォーム「テレシー」を運営する株式会社テレシーと提携。日本で初めて広告媒体としてドローンショーの取り扱いを開始[23]。
  - 6月2日、第41回横浜開港祭にて日本企業としても同社としても最多機体数500機でのドローンショーを開催。横浜開港祭に因んだオリジナルアニメーションの演出を行う[24]。
  - 7月-10月、『ポケモン GO』 スペシャルドローンショー[17]。
- 2023年
  - 5月、＃HIROSHIMAミライバトン。日本企業としても同社としても最多機体数1000機でのドローンショーを開催。広島に因んだオリジナルアニメーションの演出を行う[17]。
  - 8月、第39回関門海峡花火大会ドローンショー[17]。
  - 9月、プロポーズドローンショー、くまモンポートドローンショー[17]。
  - 10月12日、個人向けドローンショーサービス提供開始[25]。
  - やつしろ全国花火競技大会 オープニングドローンショー、大曲の花火 〜秋の章〜 オープニングドローンショー、さいたま市政令指定都市20周年記念花火大会など[17][4]。
  - 11月、コカ・コーラクリスマスドローンショー 空飛ぶクリスマストラック[17]。
  - 12月-2024年1月、カウントダウンドローンショー 2023-2024@勝尾寺[17]。

- 2024年

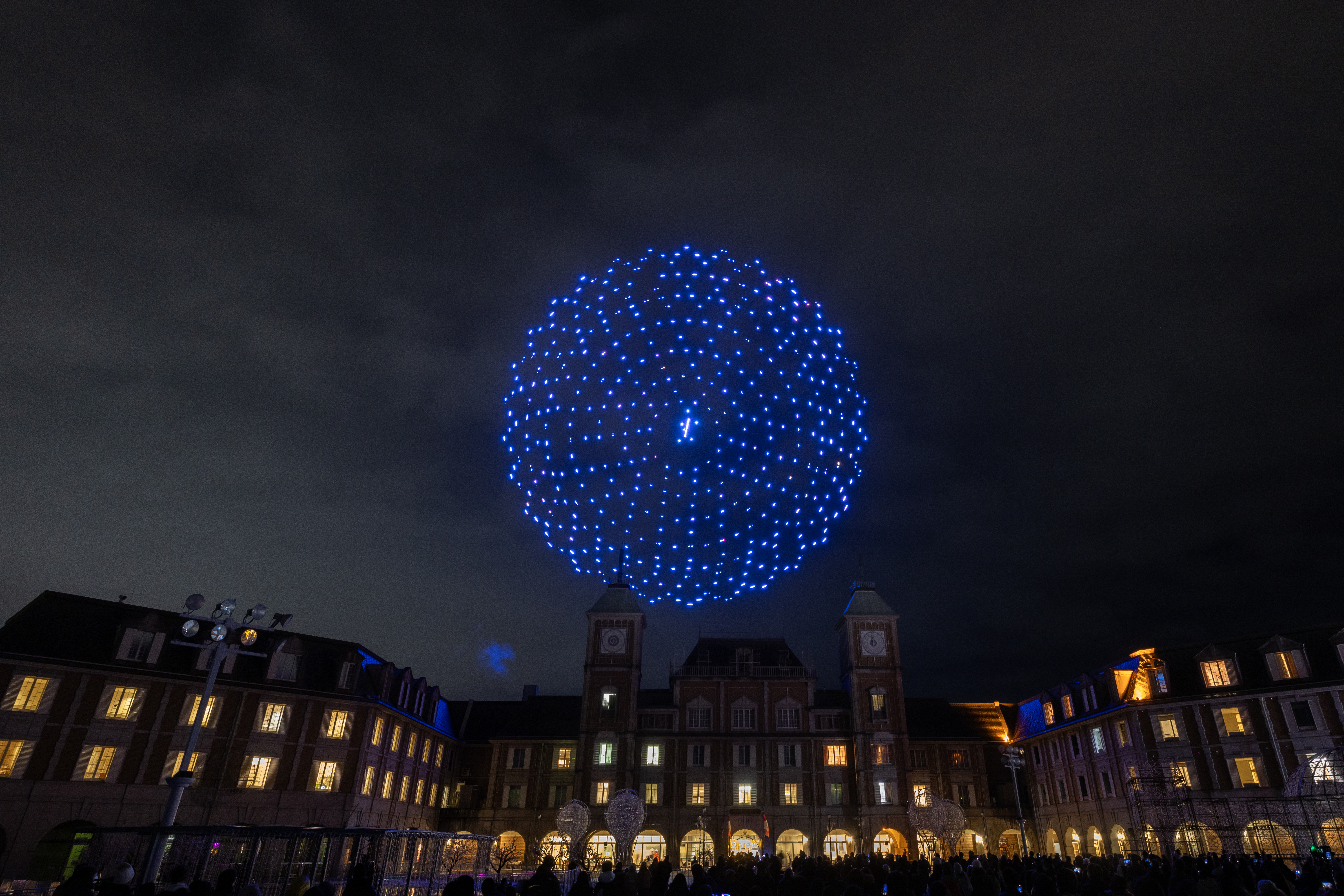
「RED CLIFF ART LABEL」

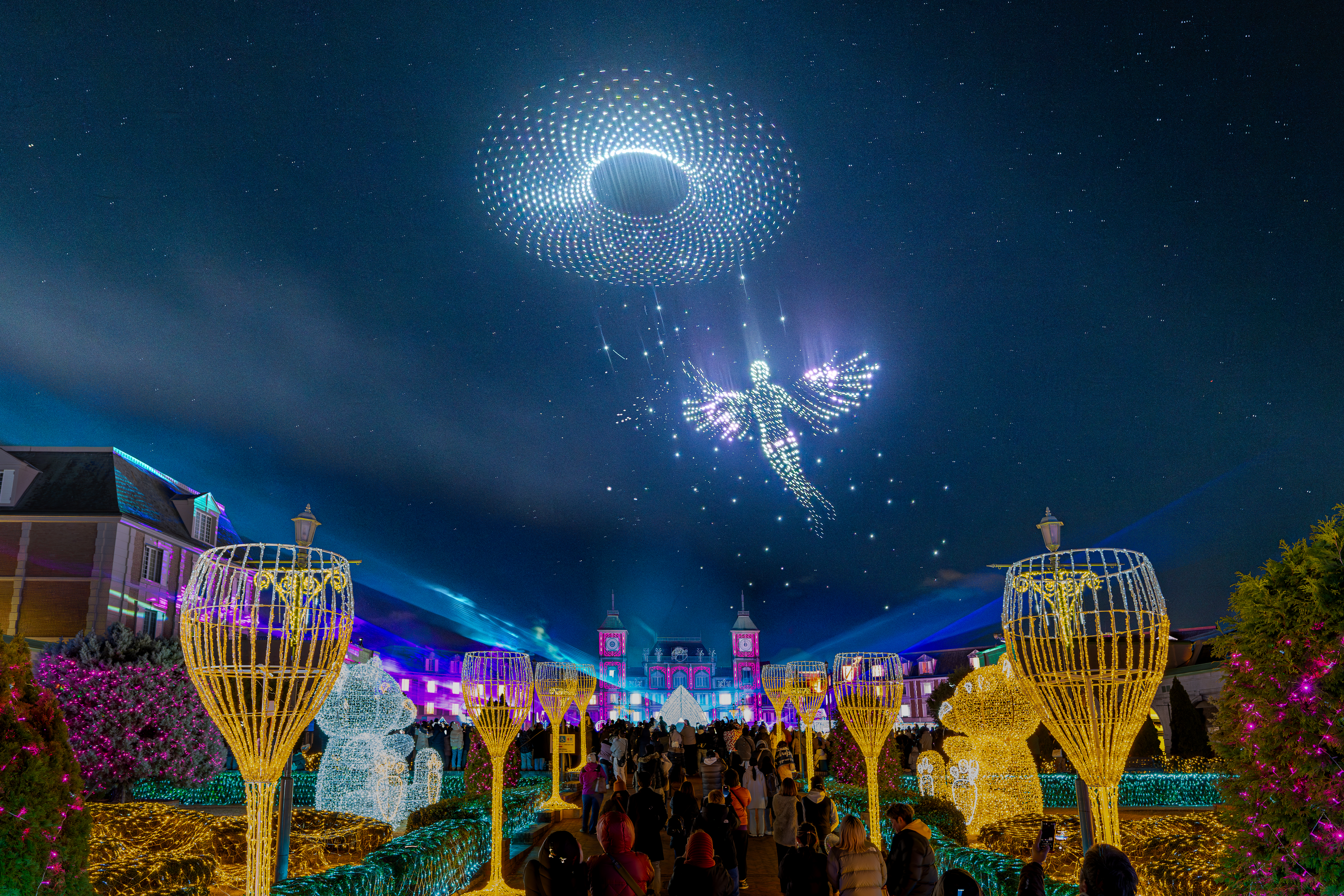
「REDCLIFF COUNTDOWN DRONE SHOW 2025」

  - 1月1日、兵庫県神戸市中央区にて、JTB及び株式会社神戸クルーザーと連携して「BAY VIEW KOBEの特等席!港の夜景をデザインする、貸切ナイトクルーズと洋上のドローンショー」を実施[26][27]。
  - 3月、国内企業として最大規模の1,500機のテスト飛行に成功[28]。
  - 5月、日本初となる、花火搭載ドローンを用いたドローンショーのテスト飛行に成功[29][30]。
  - 5月-6月 「STAR ISLAND 2024」で1000機のドローンショーを実施[31]。
  - 7月、教育用プログラミングドローン「Hula（フラ）」販売開始[32][33]。
  - 8月5日、Shibuya Startup Deckのスタートアップ認定制度「S-Startups」第2期生に採択[34][35]。
  - 7月30日、「一般社団法人 日本ドローンショー協会」（代表理事：佐々木孔明）を設立し会員募集を開始[36][37]。
  - 8月20日、茨城県取手市で日本最大規模となる3,000機のドローンを使ったショーの実証実験を行う[12]。
  - 9月4日、中国・深圳市にて、同国のドローンメーカー高巨創新（High Great Innovation Technology Development）とともに、ドローンショーで描く「ディスプレイの大きさ」でギネス世界記録を達成[13]。
  - 12月2日、日経クロストレンド「未来の市場をつくる100社【2025年版】」に選出される[38]。
  - 12月31日-2025年1月1日、「神戸イルミナージュ」とのコラボレーションによる、レッドクリフ主催の2025機のドローンによるドローンショープロジェクト「REDCLIFF COUNTDOWN DRONE SHOW 2025」を初開催[39]。
- 2025年
  - 2月8日、「DIG SHIBUYA DG DRONE SHOW」を、SHIBUYA CREATIVE TECH実行委員会、株式会社デジタルガレージと共催。国内最大を更新する2200機のドローンショーとなった[40][41]。「日本最大のドローンショー」として日本記録認定される[42]。
  - 4月1日、新機種となる屋内ドローンショー用機体「FYLo EDU-JP」の販売を開始[20]。
  - 4月13日、同日開幕の2025年日本国際博覧会（大阪・関西万博）において、協会企画催事のプラチナパートナーとして参画。会期中、全184日間にわたり、1,000機のドローンショーを実施する。開幕初日の同日、2,500機による特別演出の大規模ドローンショーを実施し、ギネス世界記録「ドローンによる最大の木の空中ディスプレイ」を更新[14][15]。
  - 5月15日に実施した、国内では最大規模の100機の屋内ドローンショーを公開[20]。
  - 5月24日・25日、「STAR ISLAND 2025」で1800機のドローンショーを2日間実施[43]。
  - 7月1日、大阪オフィスを大阪府大阪市北区大深町6番38号に開設[44]。

## 所在地
- 本社

東京都港区虎ノ門五丁目9番1号 麻布台ヒルズガーデンプラザB
- 大阪オフィス

大阪府大阪市北区大深町6番38号 グラングリーン大阪北館JAMBASE6階JAM-DESK